# Drujba, Volodarka
Drujba (în ucraineană Дружба) este un sat în comuna Zavadivka din raionul Volodarka, regiunea Kiev, Ucraina.

## Demografie
Componența lingvistică a localității Drujba
     Ucraineană (97,22%)
     Rusă (2,78%)
Conform recensământului din 2001, majoritatea populației localității Drujba era vorbitoare de ucraineană (97,22%), existând în minoritate și vorbitori de rusă (2,78%).